# RXFP4
RXFP4, relaksinu/insulinu-slična familija, peptidni receptor 4, je humani G-protein spregnuti receptor.
Ovaj receptor je ranije bio poznat pod nazivom GPR100.

## Literatura
1. 1 2  „Entrez Gene: RXFP4 relaxin/insulin-like family peptide receptor 4”.

## Dodatna literatura
- Bathgate RA; Ivell R; Sanborn BM;  . (2005). „Receptors for relaxin family peptides.”. Ann. N. Y. Acad. Sci. 1041: 61—76. PMID 15956688. doi:10.1196/annals.1282.010.
- Bathgate RA; Ivell R; Sanborn BM;  . (2006). „International Union of Pharmacology LVII: recommendations for the nomenclature of receptors for relaxin family peptides.”. Pharmacol. Rev. 58 (1): 7—31. PMID 16507880. doi:10.1124/pr.58.1.9.
- Takeda S; Kadowaki S; Haga T;  . (2002). „Identification of G protein-coupled receptor genes from the human genome sequence.”. FEBS Lett. 520 (1-3): 97—101. PMID 12044878. doi:10.1016/S0014-5793(02)02775-8.
- Strausberg RL; Feingold EA; Grouse LH;  . (2003). „Generation and initial analysis of more than 15,000 full-length human and mouse cDNA sequences.”. Proc. Natl. Acad. Sci. U.S.A. 99 (26): 16899—903. PMC 139241 . PMID 12477932. doi:10.1073/pnas.242603899.
- Liu C; Chen J; Sutton S;  . (2004). „Identification of relaxin-3/INSL7 as a ligand for GPCR142.”. J. Biol. Chem. 278 (50): 50765—70. PMID 14522967. doi:10.1074/jbc.M308996200.
- Boels K, Schaller HC (2004). „Identification and characterisation of GPR100 as a novel human G-protein-coupled bradykinin receptor.”. Br. J. Pharmacol. 140 (5): 932—8. PMC 1574110 . PMID 14530218. doi:10.1038/sj.bjp.0705521.
- Fredriksson R; Höglund PJ; Gloriam DE;  . (2003). „Seven evolutionarily conserved human rhodopsin G protein-coupled receptors lacking close relatives.”. FEBS Lett. 554 (3): 381—8. PMID 14623098. doi:10.1016/S0014-5793(03)01196-7.
- Liu C; Chen J; Kuei C;  . (2005). „Relaxin-3/insulin-like peptide 5 chimeric peptide, a selective ligand for G protein-coupled receptor (GPCR)135 and GPCR142 over leucine-rich repeat-containing G protein-coupled receptor 7.”. Mol. Pharmacol. 67 (1): 231—40. PMID 15465925. doi:10.1124/mol.104.006700.
- Gerhard DS; Wagner L; Feingold EA;  . (2004). „The status, quality, and expansion of the NIH full-length cDNA project: the Mammalian Gene Collection (MGC).”. Genome Res. 14 (10B): 2121—7. PMC 528928 . PMID 15489334. doi:10.1101/gr.2596504.
- Liu C; Kuei C; Sutton S;  . (2005). „INSL5 is a high affinity specific agonist for GPCR142 (GPR100).”. J. Biol. Chem. 280 (1): 292—300. PMID 15525639. doi:10.1074/jbc.M409916200.
- Gregory SG; Barlow KF; McLay KE;  . (2006). „The DNA sequence and biological annotation of human chromosome 1.”. Nature. 441 (7091): 315—21. PMID 16710414. doi:10.1038/nature04727.

## Spoljašnje veze
- „Relaxin Family Peptide Receptors: RXFP4”. IUPHAR Database of Receptors and Ion Channels. International Union of Basic and Clinical Pharmacology. Архивирано из оригинала 03. 03. 2016. г.